# القطاح
القطّاح، هو موقع مصري قديم في الوجه البحري، على بعد حوالي 10 أميال شمال غرب ليتوبوليس. يشتهر بمقابر المملكة الوسطى، وقد تم حفره على نطاق واسع في عام 1904 من قبل فريق من المعهد الفرنسي للآثار الشرقية في القاهرة، وهو فريق ضم هنري جوتييه. احتوت إحدى الغرف في الموقع على نصوص من كتاب الموتى. تم اكتشاف قبر نيها فيه. في عام 1906 تم الإبلاغ عن وجود قرية حديثة فيه.